# Cdrtfe
cdrtfe — компьютерная программа для работы с файловыми системами оптических дисков. Является графическим интерфейсом для консольных программ cdrtools (утилиты: cdrecord, mkisofs, readcd, cdda2wav), Mode2 CD Maker, VCDImager и другим.
Это свободное программное обеспечение, распространяемое на условиях лицензии GNU GPL и написанное на языке программирования Паскаль. Программа предназначена для работы в операционной системе Windows. Существует установочная, и версия программы без установки в состав операционной системы (портативная).

## Функции
Виды дисков по содержимому
- Запись дисков с данными с предварительным созданием ISO-образа или без него.
- Звуковые диски Audio CD
  - Запись из файлов звуковых форматов: WAV, MP3, FLAC, OGG.
  - Копирование аудиодорожки с сохранением в WAV, MP3, FLAC или OGG.
  - Выравнивание громкости треков в записываемых Audio CD при помощи технологии Replay Gain.
- Запись видеодисков: Video CD (VCD), Super Video CD (SVCD) (используется программа VCDImager), DVD (из исходной папки «VIDEO_TS»).

Образы дисков
- Создание копии диска с сохранением в ISO-образ, запись ISO-образа и образа в формате BIN/CUE на диск.
- Создание ISO-образа из произвольных папок и файлов.

Специальные режимы записи
- Запись данных, объём которых превышает номинальную ёмкость диска (т. н. «овербарнинг») — возможен за счёт оставшегося свободного места на диске.
- Создание XCD (eXtended-CD)[4][5] дисков, специальный режим записи которых позволяет разместить примерно на 13 % больше объёма данных, по сравнению с обычной записью (795 Мбайт вместо 700 Мбайт). Этот режим используется для создания компакт-дисков с различным мультимедийным содержимым: видео (диски VCD и SVCD), графическими и звуковыми данными. Используется программа Mode2 CD Maker. См. также: CD-ROM XA.

Другие особенности
- Работа с оптическими дисками CD, DVD, BD.
- Использование различных режимов записи: Track-At-Once (TAO), Disc-At-Once (DAO), Raw-режим (raw96r, raw96p, raw16).
- Мультисессионная запись.
- Поддерживаемые файловые системы: Joliet, UDF, Rock Ridge, ISO 9660.
- Создание загрузочных дисков.
- Быстрое или полное стирание перезаписываемых дисков CD-RW, DVD-RW, DVD+RW, BD-RE.
- Симуляция записи образов дисков и Audio CD на нескольких оптических приводах одновременно.
- Поддержка технологии RSCSI для управления оптическими приводами по сети.
- Управление программой из командной строки.
- Сохранение проектов.
- Интеграция в Проводник Windows при помощи технологии Shell Extensions (по выбору пользователя).
- Многоязычный интерфейс пользователя, в том числе и на русском языке.

## Публикации
- Martin Brinkmann. Disc Burning Software cdrtfe (англ.) (27 сентября 2008). Дата обращения: 11 июля 2021.